# Roni (Maskottchen)
Roni war das offizielle Maskottchen der Olympischen Winterspiele 1980 im US-amerikanischen Lake Placid. Das Maskottchen ist ein anthropomorpher Waschbär, weshalb es gelegentlich auch als Roni Racoon (engl.: Waschbär) bezeichnet wurde.

## Beschreibung

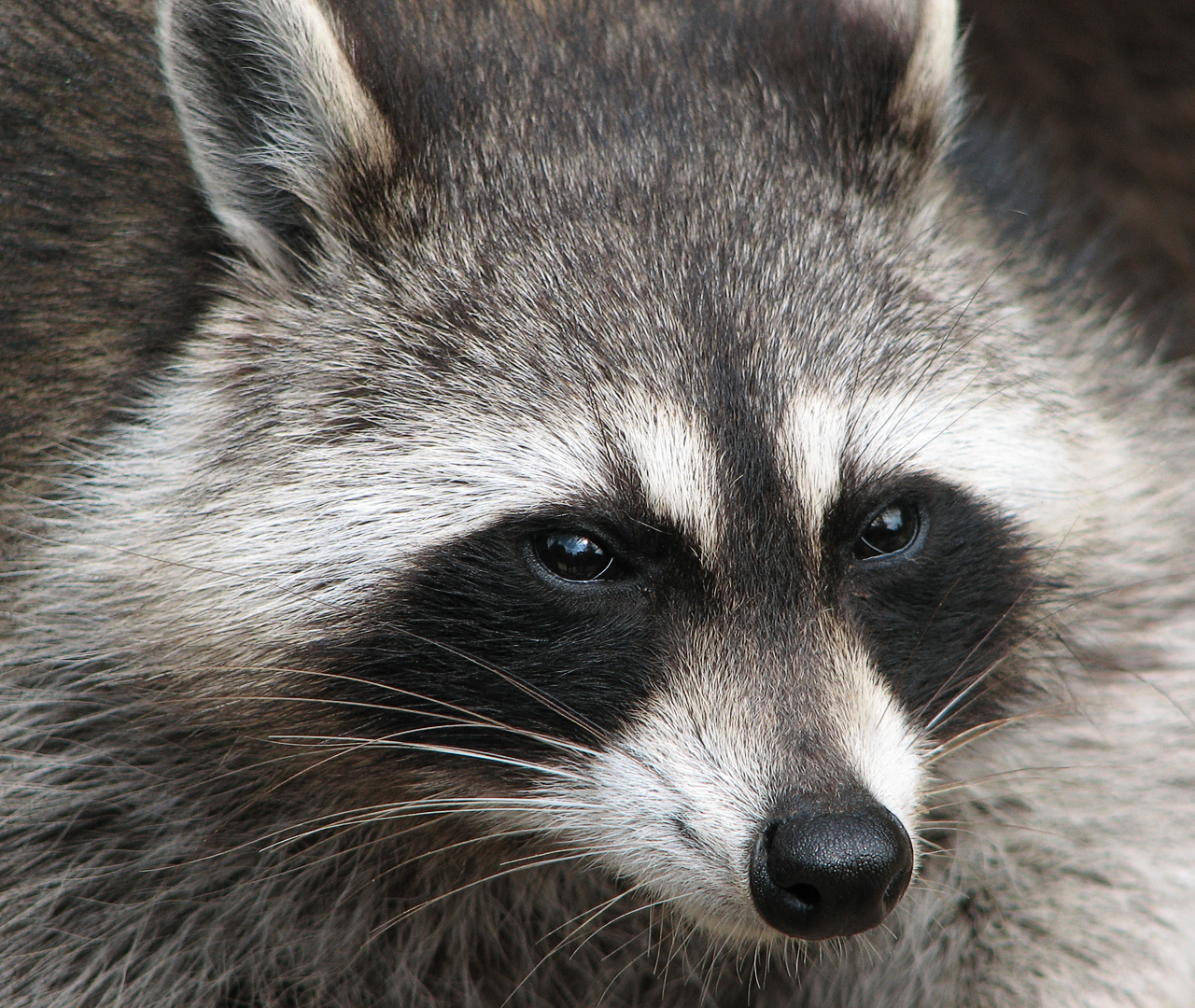
Typische Gesichtsmaske beim Waschbären

Die typische Gesichtsmaske des Waschbären soll an die Mützen und Skibrillen der Athleten erinnern. Roni war das erste Maskottchen, das für verschiedene olympische Wettbewerbe in den jeweiligen typischen Outfits und Posen auftrat, etwa als Bobfahrer oder Eishockeyspieler. Der Waschbär wurde auserkoren, weil er in den Adirondack Mountains, in denen sich Lake Placid befindet, eine häufig vorkommende Tierart ist. Der Name des Maskottchens wurde von Schulkindern aus Lake Placid gewählt. „Roni“ bedeutet „Waschbär“ in der irokesischen Sprache der Ureinwohner der Gegend.
Das Organisationskomitee der Olympischen Spiele beauftragte die Agentur Capital Sports mit dem Entwurf eines Maskottchens. Der Designer Donald „Don“ Moss entschied sich für die Gestalt des Waschbären und entwickelte Roni. Zunächst waren von Moss auch ein Biber und ein Bär als mögliche Maskottchen angedacht, aber wieder verworfen worden. Der Biber schied aus, da er bereits durch den Bundesstaat New York als Staatstier verwendet wurde, der Bär wurde wegen des Maskottchens der Olympischen Sommerspiele 1980 in Moskau, des Bären Mischa, nicht verwendet. Außer dem Maskottchen entwarf Moss unter anderem auch eine Briefmarke zu den Spielen und das Logo des US-amerikanischen Ski-Teams.

## Sonstiges
Ursprünglich gab es für die Spiele in Lake Placid einen echten Waschbären namens Rocky als lebendes Maskottchen. Dieser verstarb jedoch noch vor dem Beginn der Winterspiele, daraufhin wurde Roni entworfen und zum offiziellen Maskottchen ernannt.
Die Künstlerin Amy Schneider entwarf für die Olympischen Spiele ein Plakat, auf dem Roni zu sehen ist, wie er auf dem stilisierten Berg des Logos der Spiele stand und in die olympischen Ringe griff. Das Internationale Olympische Komitee intervenierte infolgedessen und legte fest, dass das dargestellte Berühren der Ringe unzulässig sei. Das Plakat wurde verboten. Schneider entwarf ein neues Motiv, auf dem Roni nicht mehr an die Ringe, sondern an einen Berg fasste. Die bereits gedruckten Exemplare des ersten Entwurfs werden heute als Antiquitäten gehandelt.
Die Figur Roni wurde in verschiedene Souvenir- und Merchandising-Artikel umgesetzt, der Erlös der Verkäufe wurde für die Finanzierung der Winterspiele verwendet.
Während der Spiele trat regelmäßig ein Mensch in einem Roni-Kostüm auf, der sich sowohl unter die Zuschauer mischte als auch symbolisch an verschiedenen Sportarten teilnahm. Dieses Kostüm ist heute ein Teil der Ausstellung des Lake Placid Olympic Museums.